# Чезине (Казерта)
Чезине је насеље у Италији у округу Казерта, региону Кампанија.
Према процени из 2011. у насељу је живело 291 становника. Насеље се налази на надморској висини од 38 м.